# Thác Bạt Phổ Căn
Thác Bạt Phổ Căn (tiếng Trung: 拓跋普根; bính âm: Tuòbá Pǔgēn (?-316) là một thủ lĩnh của trung bộ Thác Bạt từ năm 305 đến 316, và đến năm 316 trở thành vua của nước Đại và là thủ lĩnh tối cao của bộ lạc Thác Bạt (một nhánh của người Tiên Ti).
Ông là con trai của Thác Bạt Y Đà, và là anh em với Thác Bạt Hạ Nhục và Thác Bạt Hột Na.
Năm 305, ông kế vị phụ thân Thác Bạt Y Đà làm thủ lĩnh của trung bộ Tiên Ti, dưới quyền Thác Bạt Y Lô, khi đó đang là Đại công. Năm 316, Thác Bạt Y Lô, lúc này đã có tước hiệu Đại vương, bị con trai cả là Thác Bạt Lục Tu (拓跋六修) giết chết, Thác Bạt Phổ Căn hay tin đã dẫn quân tấn công và giết chết Thác Bạt Lục Tu, sau đó kế vị Thác Bạt Y Lô trở thành Đại vương. Tuy nhiên, trong bối cảnh Thác Bạt Y Lô qua đời, nhiều lực lượng người Hán và Ô Hoàn do Thác Bạt Y Lô chỉ huy đã bỏ nước Đại và trung thành với viên quan Lưu Côn (劉琨) của nhà Tấn. Thác Bạt Phổ Căn đã qua đời vài tháng sau đó và kế vị là người con trai sơ sinh của ông (chưa có hoặc không bao giờ có tên).